# 金井区
金井区（クムジョンく）は、大韓民国釜山広域市の区。1988年に東萊区から分離発足した。

## 歴史
- 1988年1月1日 - 東萊区書洞・錦糸洞・五倫洞・釜谷洞・長箭洞・回東洞・仙洞・杜邱洞・老圃洞・青龍洞・南山洞・久瑞洞・金城洞が分立し、金井区が発足。

## 行政

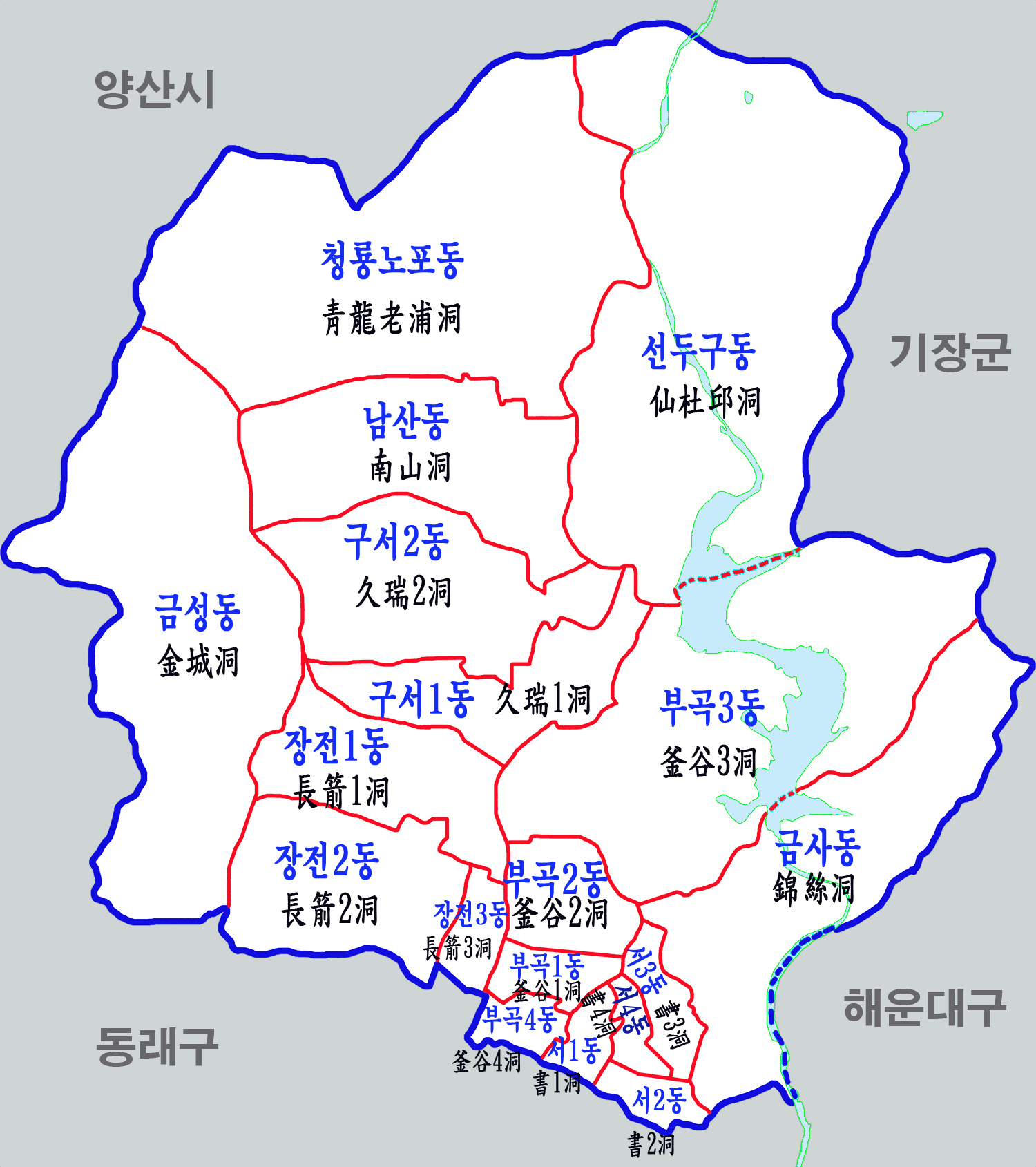
行政区域図

行政洞は17、法定洞は13からなる。
| 行政洞     | 法定洞         |
| ---------- | -------------- |
| 書1洞      | 書洞           |
| 書2洞      | 書洞           |
| 書3洞      | 書洞           |
| 錦糸回東洞 | 錦糸洞、回東洞 |
| 釜谷1洞    | 釜谷洞         |
| 釜谷2洞    | 釜谷洞         |
| 釜谷3洞    | 五倫洞、釜谷洞 |
| 釜谷4洞    | 釜谷洞         |
| 長箭1洞    | 長箭洞         |
| 長箭2洞    | 長箭洞         |
| 仙杜邱洞   | 杜邱洞、仙洞   |
| 青龍老圃洞 | 老圃洞、青龍洞 |
| 南山洞     | 南山洞         |
| 久瑞1洞    | 久瑞洞         |
| 久瑞2洞    | 久瑞洞         |
| 金城洞     | 金城洞         |

### 警察
- 釜山金井警察署

### 消防
- 金井消防署
  - 釜谷119安全センター（消防署と兼用）
  - 南山119安全センター

## 教育機関
- 釜山大学校長箭キャンパス（부산대학교）（国立）

## 交通

### 鉄道
- 釜山交通公社
  - 釜山都市鉄道1号線

釜山大駅 - 長箭駅 - 久瑞駅 - 斗実駅 - 南山駅 - 梵魚寺駅 - 老圃駅
- - 釜山都市鉄道4号線

書洞駅 - 錦糸駅

## 観光
- 梵魚寺